# Cruz de Guerra 1939-1945 (França)
A Cruz de Guerra 1939-1945 (em francês:  Croix de guerre 1939-1945), é uma condecoração militar francesa da Segunda Guerra Mundial. Foi a segunda Croix de guerre, criada em 26 de setembro de 1939 para homenagear as pessoas que lutaram com os Aliados contra as forças do Eixo em qualquer momento durante a Segunda Guerra Mundial.
Depois que a Alemanha invadiu e invadiu a França continental na Batalha da França em maio e junho de 1940, esta Croix de guerre foi substituída pelo governo francês pró-Eixo de Vichy por outra Croix com uma fita preta e verde, enquanto a original foi mantida pela França Livre. Desde o triunfo do lado da França Livre na Segunda Guerra Mundial, esta versão é a única oficialmente reconhecida pelo governo francês.

## História
Os acontecimentos do período 1939-1945 levaram à criação de diversas Cruzes de Guerra. Estas seriam agraciadas conforme a situação e o outorgante. Por uma ordem ordem de 7 de janeiro de 1944, confirmada pelo General Charles de Gaulle e publicada pelo Comitê Francês de Libertação Nacional (CFLN), foi decidido que a única Cruz de Guerra reconhecida e válida para a Segunda Guerra Mundial seria a Cruz de Guerra instituída em 1939, sendo todas as outras insígnias suspensas.

### Primeira Cruz de Guerra
Outorgada pela Terceira República Francesa. Foi por iniciativa de Édouard Daladier, Presidente do Conselho e Ministro da Guerra, que a Croix de guerre foi instituída por decreto-lei de 26 de setembro de 1939. Feita no mesmo modelo da Cruz de Guerra 1914-1918, mas com a data de 1939 inscrita no reverso e suspensa em uma nova fita de duas listras vermelhas externas emoldurando quatro listras verdes separadas por três finas listras vermelhas.

### Cruz de Guerra de Vichy

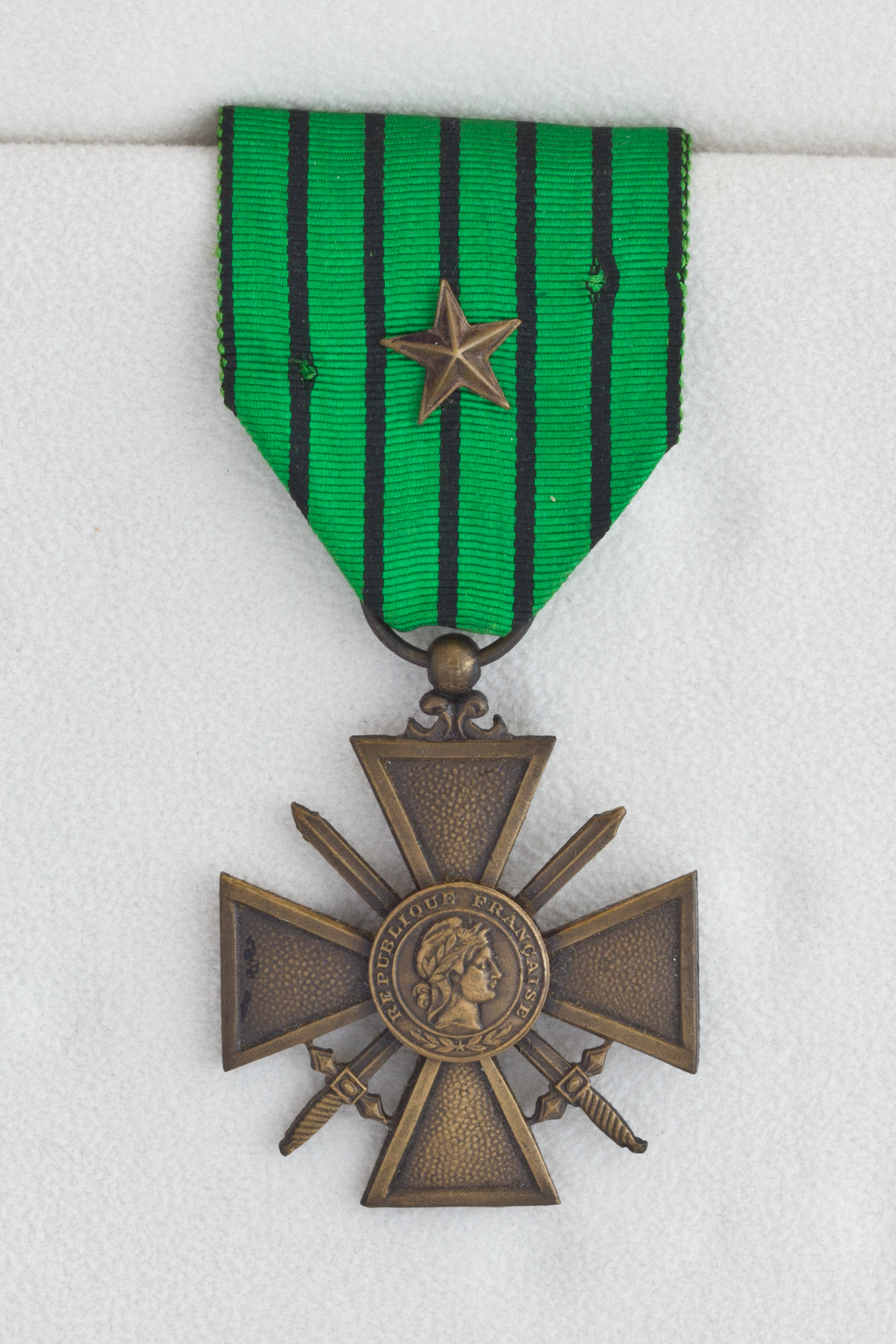
A Cruz de Guerra de Vichy com estrela de bronze correspondente a uma citação na ordem do exército.

O regime de Vichy decidiu, pelo decreto de 23 de março de 1941, abolir a Cruz de Guerra de 1939 e estabelecer uma nova, concedida aos titulares da antiga após estudo das suas citações. A cruz permanece a mesma, porém marcada no reverso com as datas 1939-1940. A fita é verde com sete bordas pretas.
Posteriormente, é criada uma fita cinza com bordas azuis escuras (ainda em número de sete). Houve um modelo não-oficial com um lábris e a legenda "ETAT FRANÇAIS" (Estado Francês, sem acento na palavra "État") e o ano de 1944 no reverso. Por despacho do CFLN de 7 de janeiro de 1944, foi proibido o uso desta condecoração. Foi a condecoração mais perigosa que qualquer indivíduo francês poderia ter ganho na Segunda Guerra Mundial, com alguns dos recipientes executados quando da libertação da França em 1944.
Em 1942, foi criada uma Cruz de Guerra para os membros da Legião de Voluntários Franceses (LVF), que lutou na União Soviética. A cruz, em bronze florentino ou bronze patinado, foi inspirada na clássica Croix de guerre da qual tirou a moldura. Mas, com raríssimas exceções, esta moldura não carregava as duas espadas tradicionais entre os braços. No anverso havia um medalhão central, ostentando uma águia de asas estendidas, rodeada por uma coroa de folhas de louro. Um escudo com a palavra "FRANCE" é sobreposto na águia, e na base deste escudo, quatro raios de relâmpago apontando para baixo. No reverso há a inscrição "CROIX  DE  GUERRE  LÉGIONNAIRE" (Cruz de Guerra Legionário). Esta Cruz de Guerra foi cancelada por decreto do Governo Provisório da República Francesa (GPRF) de 28 de outubro de 1944.

### Cruz de Guerra de Giraud
Em Argel, o General Henri Giraud, por decisão de 16 de março de 1943, reintroduziu a Cruz de Guerra com a fita de 1914-1918, com a inscrição 1943 no reverso e duas bandeiras tricolores cruzadas no anverso em substituição da efígie da República. Nesta época, o General Giraud era o Alto Comissário do Noroeste da África Francesa em disputa com o General de Gaulle, e a condecoração foi criada sem consultação ao governo francês no exílio em Londres. Quase mil cruzes foram concedidas durante a campanha da Tunísia. A Cruz foi extinta por despacho do CFLN de 7 de janeiro de 1944.

### Cruz de Guerra da França Livre
Em 30 de setembro de 1942, pelo decreto nº 514 do General de Gaulle, líder da França Livre, foi criada uma citação à ordem das Forças Francesas Livres (FFL) dando direito ao uso da Cruz de Guerra com palma vermeil. A portaria de 7 de janeiro de 1944 define os termos que diferenciam esta Cruz da anterior, retomando as disposições de 1942 criando uma citação na ordem da Nação.

## Agraciamento
A Croix de guerre 1939-1945 foi agraciada para militares de todos os postos e a civis cidadãos franceses que foram mencionados individualmente em despachos, além de militares das forças Aliadas. Em circunstâncias excepcionais, a Cruz poderia ser agraciada a unidades militares ou cidades.
Na libertação da França, a ordem de 7 de janeiro de 1944 do Comitê Francês de Libertação Nacional (CFLN) proibiu o uso da Cruz instituída no governo de Vichy e restabeleceu a Cruz de 26 de setembro de 1939. No entanto, a revisão das citações feitas pelo governo do Estado francês nunca foi posto em causa pelo Comitê. Além disso, esta ordem estabelecia uma citação à ordem da Nação, materializada por uma palma de prata dourada e premiando casos particularmente meritórios.
Os inválidos citados por ferimento de combate tiveram sua citação elevada à ordem do exército quando lhes era concedida a Legião de Honra ou a Medalha Militar por invalidez. Em caso de falecimento do agraciado, a Cruz de Guerra seria entregue, como lembrança e a seu pedido, aos parentes do falecido, pela seguinte ordem: o filho mais velho ou, na sua falta, a filha mais velha, a viúva, o pai, a mãe, o mais velho dos irmãos ou, na sua falta, a mais velha das irmãs e assim por diante, na ordem de sucessão.
Da mesma forma que na Primeira Guerra Mundial, a Cruz de Guerra 1939-1945 foi atribuída, em todos os níveis, a numerosas cidades e aldeias na França continental, no Norte de África e nos territórios ultramarinos, pela participação direta da sua população na Resistência ou pelos sacrifícios sofridos devido à ocupação ou aos bombardeamentos. Ao todo, 1.628 cidades e aldeias receberam a Cruz de Guerra 1939-1945. A Cruz de Guerra possui uma fourragère idêntica ao da Cruz de Guerra 1914-1918 e também destinada a comemorar citações coletivas. É diferenciada por azeitonas de cores diferentes colocadas acima do ferret para ajudar a diferenciá-las. Quando as unidades obtiveram a fourragère durante as duas guerras mundiais, incluíam duas azeitonas.

## Agraciados não-franceses notáveis
- Omar Bradley
- Douglas Fairbanks, Jr.
- Frantz Fanon
- Virginia Hall
- Courtney Hodges
- Audie Murphy
- Richard Winters
- Douglas MacArthur
- James Stewart
- Maxwell Taylor
- William Westmoreland
- Malcolm Muggeridge